# Vraní hnízdo

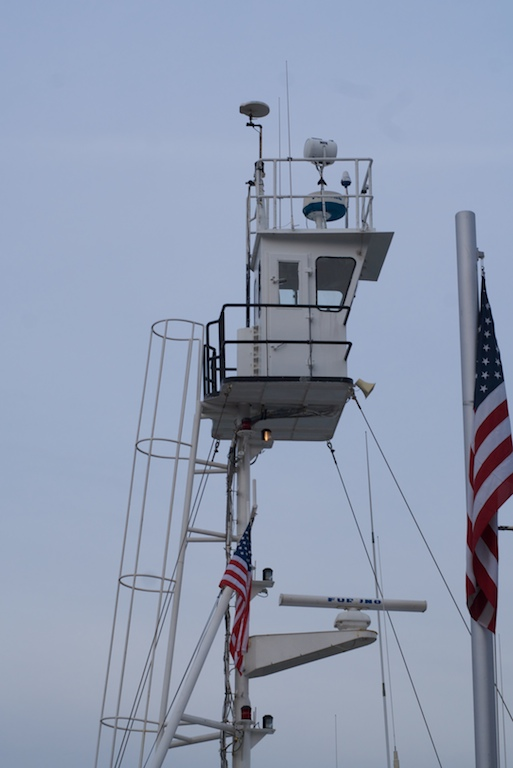
Vraní hnízdo na vrcholu stěžně remorkéru.

Vraní hnízdo, někdy též čapí hnízdo, je hlídková platforma či plošina na vrcholu či těsně pod vrcholem hlavního stěžně lodi a přeneseně někdy i další konstrukce určené k pozorování.
Umístění na vrcholu stěžně zajistilo hlídkám nejlepší výhled a možnost zpozorovat blížící se překážky, jiné lodě či břeh. Do vynálezu radaru šlo o nejlepší prostředek pro tento účel.
V raném 19. století šlo prostě o sud či koš, připevněný na nejvyšší stěžeň. Později se začalo jednat o speciálně zkonstruovanou platformu s ochranným zábradlím. Sudové vraní hnízdo bylo vynalezeno průzkumníkem Arktidy Williamem Scoresbym starším. Ve Whitby v Yorkshiru je to připomenuto sochou.[zdroj?]
Výskyt pojmu byl poprvé zaznamenán v roce 1807, jako popis Scoresbyho sudovitého vraního hnízda. Podle populární námořní legendy je termín dovozen od zvyku vikinských námořníků, kteří měli na vrcholu stěžně připevněnu klec s vránami či havrany, a v případě omezené viditelnosti jednoho z ptáků vypustili, a navigátor pak kurs určil podle směru jejich letu, který bezvýjimečně směřoval k pevnině. Tento zvyk však nebyl námořními historiky doložen a důvodem pro pojmenování pravděpodobně byla podobnost konstrukce s vraním hnízdem na stromě.
Jelikož vraní hnízdo je značně vzdáleno od těžiště lodi, i malý pohyb lodi se značně projeví, a může vést k mořské nemoci i u zkušených námořníků, a poslání na vrchol stěžně tak bylo někdy užíváno jako forma potrestání.
Vraní hnízdo by nemělo být zaměňováno s bojovou plošinou či marsem, platformou na vrchu pně stěžňů válečných plachetnic.
Pojem vraní hnízdo je někdy také užíván metaforicky pro vrcholové struktury výškových budov či věží.
Též název známé trampské osady z jižní Moravy. T.O. Vraní hnízdo